# 얀 불리스
얀 불리스(체코어: Jan Bulis, 1978년 3월 18일~)는 체코의 은퇴한 아이스하키 선수로 포지션은 센터와 레프트윙이다. 내셔널 하키 리그(NHL)의 워싱턴 캐피털스, 카나디앵 드 몽레알, 밴쿠버 커넉스에서 활약했다.
국제 대회에서는 체코 아이스하키 국가대표팀 소속으로 참가했으며, 2006년 동계 올림픽 동메달, 2006년 세계 선수권 대회 은메달을 획득했다.